# タルティーヌ

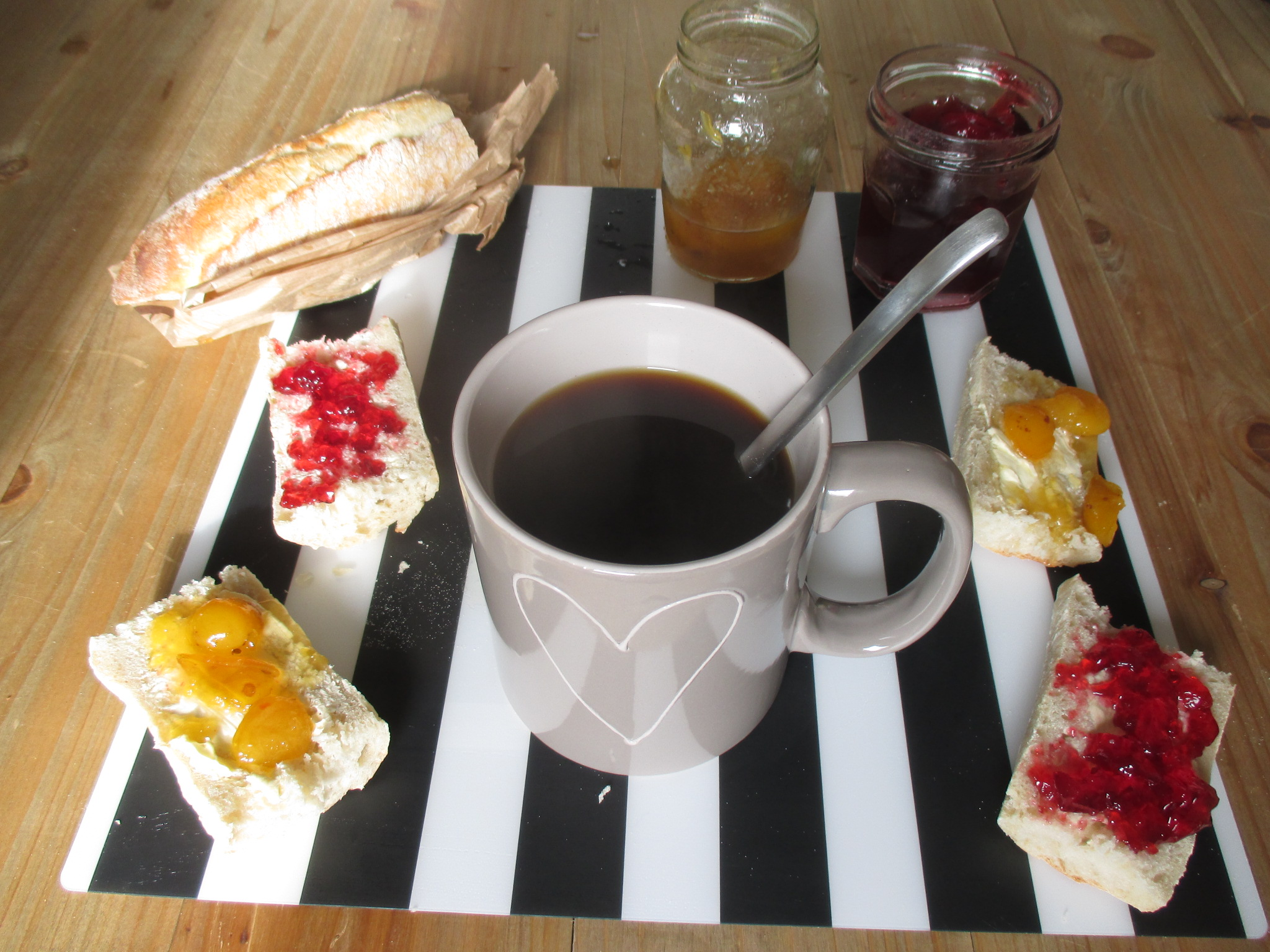
タルティーヌ

タルティーヌ（フランス語: tartine）は、フランスあるいはベルギーの料理の名称。日本では「フランス式オープンサンドイッチ」と紹介されることもある。

## 概要
動詞「フランス語: tartiner」（「パンにバターやジャムなどを塗る」の意）に由来する。
パン、バゲットをスライスしたものに何かを塗ったものをタルティーヌと呼ぶ。塗るものはバター、ジャム、クリームチーズ、スプレッドなど種類は問わないし、バターとハチミツのように複数を塗ってもよい。
日本においては、何かを塗ったパン、スライスしたバゲットに具材を乗せ、オープンサンドイッチにしたものを特にタルティーヌと呼んでいる。フランスではタルティーヌを提供する専門店も存在している。
日本では、2013年にキユーピーが福山雅治を出演させたCMにおいて（オープンサンドイッチとしての）タルティーヌを採り上げ、話題となった。また、小麦を原材料とするウィートブレッドを使用したオープンサンドイッチが「ベルギー郷土料理のタルティーヌ」として紹介されることもある。